# Schrägschnitt

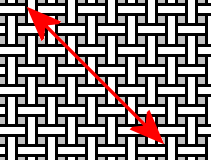
Schrägschnitt

Beim Schräg- oder Diagonalschnitt wird ein Gewebe im 45°-Winkel zur Webrichtung geschnitten. Dabei sind zwei Schnittrichtungen möglich, die aufeinander senkrecht stehen. Stoff ist in Richtung der Diagonalen elastischer, daher fördert Schrägschnitt die Dehnbarkeit und den leichten Fall eines Kleidungsstücks.
Die Pariser Modeschöpferin Madeleine Vionnet war insbesondere bekannt dafür, dass sie bei ihren Kreationen häufig den Schrägschnitt einsetzte.